# Гері Лупул
Гері Лупул (англ. Gary Lupul; 20 квітня 1959, Пауелл-Ривер — 18 липня 2007, Бернабі) — канадський хокеїст, що грав на позиціях центрального та крайнього нападника.

## Ігрова кар'єра
Вихованець хокейного клубу «Вікторія Кугарс» (ЗХЛ).
Професійну хокейну кар'єру розпочав 1979 року виступами за команду ЦХЛ «Даллас Блек Гоукс».
Усю професійну клубну ігрову кар'єру в НХЛ, що тривала 8 років, провів, захищаючи кольори команди «Ванкувер Канакс».
Пару сезонів відіграв за клуб АХЛ «Фредеріктон Експресс».

## Статистика
| Сезон        | Клуб              | Ліга         | Регулярний сезон | Регулярний сезон | Регулярний сезон | Регулярний сезон | Регулярний сезон | Плей-оф | Плей-оф | Плей-оф | Плей-оф | Плей-оф |
| Сезон        | Клуб              | Ліга         | І                | Г                | П                | О                | ШХ               | І       | Г       | П       | О       | ШХ      |
| ------------ | ----------------- | ------------ | ---------------- | ---------------- | ---------------- | ---------------- | ---------------- | ------- | ------- | ------- | ------- | ------- |
| 1979–1980    | «Ванкувер Канакс» | НХЛ          | 51               | 9                | 11               | 20               | 24               | 4       | 1       | 0       | 1       | 0       |
| 1980–1981    | «Ванкувер Канакс» | НХЛ          | 7                | 0                | 2                | 2                | 2                |         |         |         |         |         |
| 1981–1982    | «Ванкувер Канакс» | НХЛ          | 41               | 10               | 7                | 17               | 26               | 10      | 2       | 3       | 5       | 4       |
| 1982–1983    | «Ванкувер Канакс» | НХЛ          | 40               | 18               | 10               | 28               | 46               | 4       | 1       | 3       | 4       | 2       |
| 1983–1984    | «Ванкувер Канакс» | НХЛ          | 69               | 17               | 27               | 44               | 51               | 4       | 0       | 1       | 1       | 7       |
| 1984–1985    | «Ванкувер Канакс» | НХЛ          | 66               | 12               | 17               | 29               | 82               |         |         |         |         |         |
| 1985–1986    | «Ванкувер Канакс» | НХЛ          | 19               | 4                | 1                | 5                | 12               | 3       | 0       | 0       | 0       | 0       |
| Усього в НХЛ | Усього в НХЛ      | Усього в НХЛ | 293              | 70               | 75               | 145              | 243              | 25      | 4       | 7       | 11      | 13      |